# Ángel Landucci
Ángel Antonio Landucci Ferrarín (Rosario, Provincia de Santa Fe, Argentina; 23 de enero de 1948) es un exfutbolista argentino. Jugaba como mediocampista por derecha y su primer equipo fue Rosario Central. Su último club antes de retirarse fue Argentino de Firmat.

## Trayectoria

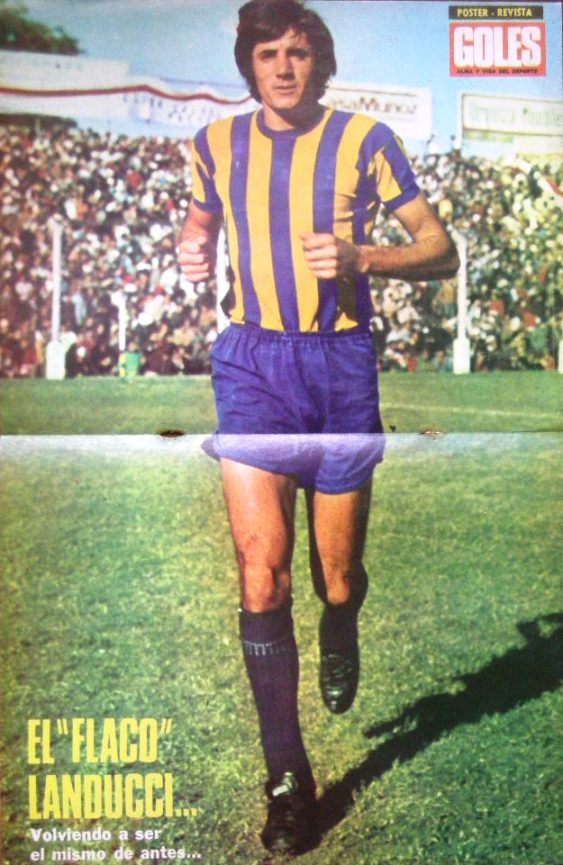
Ángel Landucci en Rosario Central

Comenzó su carrera en 1969 jugando para Rosario Central, con quien se proclamó campeón del Torneo Nacional en 1971.
En 1973 se fue a España para formar parte del Sporting de Gijón, club en el que descendió a Segunda División en la temporada 1975/76, aunque recuperó la categoría perdida tan sólo un año después. En 1977 fichó por el Deportivo Cali de Colombia y llegó a disputar la final de la Copa Libertadores de 1978, cayendo derrotado ante Boca Juniors.
En su regreso a Argentina, en 1980, jugó en diversos equipos como Unión de Santa Fe, Gimnasia y Esgrima de Jujuy, Estudiantes de La Plata, (donde ganó nuevamente el Torneo Nacional en 1982), Argentinos Juniors, Atlanta y Argentino de Firmat, donde le puso punto final a su carrera en 1985.

## Clubes
| Club                        | País      | Año       |
| --------------------------- | --------- | --------- |
| Rosario Central             | Argentina | 1969-1973 |
| Sporting de Gijón           | España    | 1973-1977 |
| Deportivo Cali              | Colombia  | 1977-1980 |
| Unión de Santa Fe           | Argentina | 1980      |
| Gimnasia y Esgrima de Jujuy | Argentina | 1981      |
| Estudiantes de La Plata     | Argentina | 1982      |
| Argentinos Juniors          | Argentina | 1983      |
| Atlanta                     | Argentina | 1984      |
| Argentino de Firmat         | Argentina | 1985      |

## Selección nacional
Actuó con la Selección Argentina en ocho ocasiones, entre 1971 y 1972.

## Palmarés

### Campeonatos nacionales
| Título           | Club                    | País      | Año     |
| ---------------- | ----------------------- | --------- | ------- |
| Primera División | C. A. Rosario Central   | Argentina | N-1971  |
| Segunda División | Sporting de Gijón       | España    | 1976-77 |
| Primera A        | Deportivo Cali          | Colombia  | F-1977  |
| Primera División | Estudiantes de La Plata | Argentina | N-1982  |